# Мэйтас, Дэвид
Дэ́вид Мэ́йтас (англ. David Matas; род. 29 августа 1943 года, Виннипег, Канада) — канадский адвокат, старший юрисконсульт Бней-Брит Канады. 
Один из авторов (наряду с Дэвидом Килгуром) «отчёта Килгура — Мэйтаса» о проверке утверждений об извлечении внутренних органов у последователей Фалуньгун в Китае, написанном в 2006 году по заказу аффилированной с Фалуньгун «Коалицией по расследованию преследований в отношении Фалуньгун в Китае». Автор отчёта (совместно с Дэвидом Килгуром и Итаном Гутманом) «Кровавый урожай/бойня: дополнение» («Отчёт Килгура — Мэйтаса — Гутмана»), представляющего собой расширенную редакцию серии «отчётов Килгура — Мэйтаса», написанных в поддержку этой версии. 
Совместно с Килгуром и Итаном Гутманом является учредителем Международной коалиции за прекращение насильственного изъятия органов в Китае (англ. The International Coalition to End Organ Pillaging in China).

## Биография
В 1964 году получил бакалавра гуманитарных наук в Манитобском университете. В 1965 году получил магистра гуманитарных наук в Принстонском университете. В 1967 году получил бакалавра гуманитарных наук по юриспруденции в Оксфордском университете, а в 1968 году там же получил бакалавра гражданского права.
В 1968—1969 годах работал судебным клерком у председателя Верховного суда Канады.
В 1971—1972 годах являлся специальным помощником генерального солиситора Канады.
В 1972—1973 годах был преподавателем конституционного права в Университете Макгилла.
В 1977—1978 годах был членом Конституционного комитета Канадской коллегии адвокатов, 1979—1982 года занимал должность председателя секции конституционного и международного права, а в chair 1996—1997 годах — председателя секции по миграционному праву.
С 1979 года занимается частной адвокатской практикой в таких областях, как права беженцев, иммиграция и права человека.
С 1980 года является координатором по правовым вопросам Amnesty International. В 1993—1999 годах являлся членом постоянного Комитета по мандата Международного исполнительного комитета Amnesty International. В 2002—2005 годах — член рабочей группы Amnesty International по противодействию безнаказанности.
В 1980 году стал членом канадской делегации на конференции ООН, в 1980—1981 годах — член рабочей группы по вопросам миграции.
В 1982 году преподавал в Манитобском университете введение в экономику и экономически проблемы Канады, в 1985 году международное право, в 1986—1988 годах гражданские права, с 1989 года преподаёт миграционное и беженское право.
В 1983—1985 годах — председатель Лиги по правам человека Бней-Брит Канады, кроме того с 1989 года является старшим юрисконсультом организации, а в 1996—1998 годах занимал должность вице-президента.
С 1985 года является сопредседателем Канадской Хельсинкской группы.
В 1989—1991 годах — председатель рабочей группы по оказанию защиты за границей Канадского совета по беженцам, в 1990—1991 годах — член международной экспертной группы по перевозочным санкциям, в 1992 году — председатель рабочей группы по оказанию защиты за границей, в 1991—1995 годах был президентом Канадского совета по беженцам.
В 1997—2003 годах был директором Международного центра по правам человека и развитию демократии.
В 1998 году стал членом канадской делегации на конференции ООН  по вопросу о Международном уголовном суде.
В 2000 году стал членом канадской делегации на Стокгольмском международном форуме по Холокосту.
В 2003 и 2004 годах принимал участие в составе канадской делегации в работе конференции Организации по безопасности и сотрудничеству в Европе по антисемитизму.
Автор различных книг и рукописей, в том числе «Кровавая жатва, убийство последователей Фалуньгун ради их органов»

## Сотрудничество с Фалуньгун
В мае 2006 года Коалиция по расследованию преследований в отношении Фалуньгун в Китае обратилась к Мэйтасу и бывшему депутату Палаты общин Парламента Канады Дэвиду Килгуру с просьбой проверить утверждения об извлечении внутренних органов у последователей Фалуньгун в Китае, что нашло отражение в отчёте Килгура — Мэйтаса. В 2009 году авторы опубликовали обновлённую версию отчёта в виде книги под названием «Кровавая жатва, убийство последователей Фалуньгун ради их органов». Отчёт запрещён в России и Китае. В России перевод отчёта в виде брошюры «Отчёт о проверке утверждений об извлечении органов у последователей Фалуньгун в Китае» решением Первомайского суда Краснодара в 2011 году был признан экстремистским и внесён в Федеральный список экстремистских материалов. В 2016 году совместно с Килгуром и Итаном Гутманом выпустил обновлённый отчёт под названием «Кровавый урожай/бойня: дополнение» («Отчёт Килгура — Мэйтаса — Гутмана»). 
В 2012 году под редакцией Дэвида Мэйтаса и директора организации «Врачи против насильственного извлечения органов» (англ. Doctors Against Forced Organ Harvesting) Торстена Трейя была опубликована книга «Государственные органы: насильственная трансплантация органов в Китае», в написании которой помимо них приняли участие профессор и заведующий отделением медицинской этики Лангоунского медицинского центра Нью-Йоркского университета Артур Каплан; член Консультативного совета организации «Врачи против насильственного извлечения органов», старший консультант и руководитель отделения нефрологии больницы Куала-Лумпура, председатель Национального почечного реестра, руководитель нефрологической службы Министерства здравоохранения Малайзии Газали Ахмад; писатель Итан Гутман; пресс-секретарь Информационного центра Фалунь Дафа Эрпин Чжан; Дэвид Килгур и педагог из Ванкувера Ян Харви; член Консультативного совета организации «Врачи против насильственного извлечения органов», президент Израильского общества трансплантации, профессор саклеровского медицинского факультета Тель-Авивского университета Джейкоб (Яков) Лави; руководитель программы пересадок почек и поджелудочной железы Службы почечной трансплантологии Медицинской школы Дэвида Геффена Калифорнийского университета в Лос-Анджелесе Габриэль Данович; член Консультативного совета организации «Врачи против насильственного извлечения органов», заведующая кафедрой физической культуры и спорта имени Джона Саттона факультета медицинских наук и профессор Сиднейской медицинской школы Сиднейского университета Мария Фиатарон Сингх..

## Сочинения
- Justice Delayed: Nazi War Criminals in Canada (1987) with Susan Charendoff, ISBN 978-0920197424
- Closing the Doors: The Failure of Refugee Protection (1989) with Ilana Simon, ISBN 978-0920197813
- No More: The Battle Against Human Rights Violations (1996), ISBN 978-1550022216
- Bloody Words: Hate and Free Speech (2000), ISBN 978-1553310006
- Aftershock: Anti-Zionism & Antisemitism (2005), ISBN 978-1550025538
- Bloody Harvest, The killing of Falun Gong for their organs (2009) with David Kilgour
- Why Did You Do That?: The Autobiography of a Human Rights Advocate (2015), ISBN 978-1-927079-34-8
- Durban Conference: Civil Society Smashes Up,  Bnai Brith Canada, 2002